# کلاه‌پارچه‌ای تابان
کلاه‌پارچه‌ای تابان (نام علمی: Mycena asterina) نام یک گونه از سرده کلاه‌پارچه‌ای‌ها است.